# 拉卡萊拉 (智利)

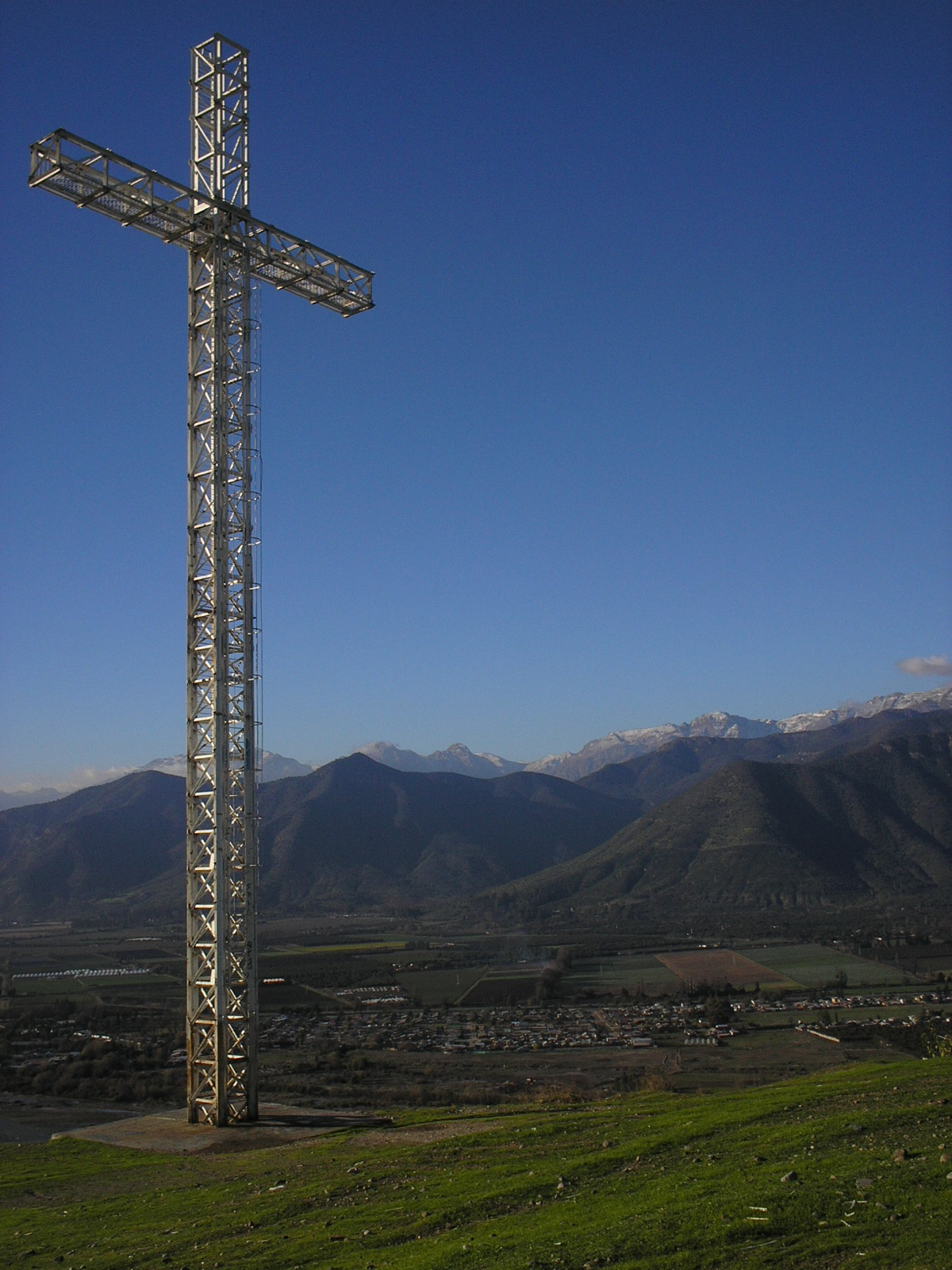

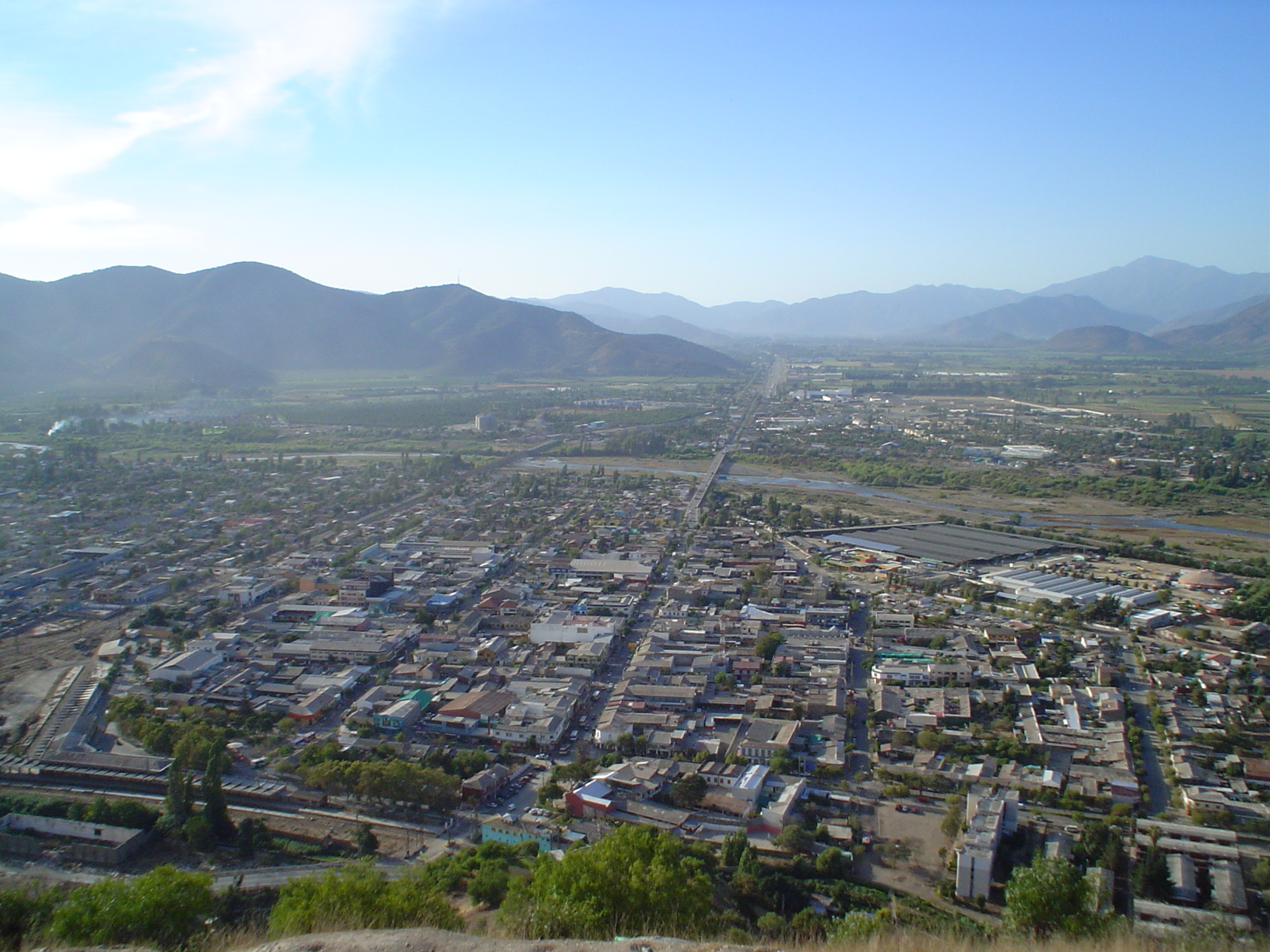

拉卡萊拉是智利的城鎮，位於該國中部，由瓦爾帕萊索大區的基約塔省負責管轄，始建於1844年，面積60平方公里，海拔高度183米，2002年人口49,503，人口密度每平方公里825.1人。

## 外部連結
- Sopraval （页面存档备份，存于）
- Algamar[永久]
- Falabella Shopping Plaza
- Ripley Shopping Plaza （页面存档备份，存于）
- Universidad Aconcagua
- Universidad Bolivariana （页面存档备份，存于）
- CTF Pontificia Universidad Católica de Valparaíso
- Municipality of La Calera （页面存档备份，存于）